# Sonata para violín (Franck)
La Sonata para violín y piano en la mayor de César Franck es una composición de música de cámara. Se trata de una de las composiciones más conocidas de Franck y también es considerada como una de las mejores sonatas para violín y piano jamás escritas. Es una amalgama de su rico lenguaje armónico nativo con las tradiciones clásicas que él valoraba mucho, unidas en un marco cíclico.

## Contexto histórico
La Sonata para violín en la mayor fue escrita en 1886, cuando César Franck tenía 63 años, como regalo de bodas para el violinista Eugène Ysaÿe, de 28 años. Veintiocho años antes, en 1858, Franck había prometido una sonata para violín para Cosima von Bülow. Esto nunca pasó; por lo que se ha especulado que cualquier trabajo que Franck haya hecho en esa pieza se dejó de lado y finalmente terminó en la sonata que escribió para Ysaÿe en 1886.
Franck no estuvo presente cuando Ysaÿe se casó, pero en la mañana de la boda, el 26 de septiembre de 1886 en Arlon, su amigo común Charles Bordes presentó la obra como regalo de Franck a Ysaÿe y su novia Louise Bourdeau de Courtrai. Después de un ensayo apresurado, Ysaÿe y la cuñada de Bordes, la pianista Marie-Léontine Bordes-Pène, tocaron la Sonata para los demás invitados a la boda.
La Sonata tuvo su primer concierto público el 16 de diciembre de ese año, en el Musée Moderne de Peinture (Museo de Pintura Moderna) de Bruselas. Ysaÿe y Bordes-Pène fueron nuevamente los intérpretes. La Sonata fue el tema final de un largo programa que comenzó a las 3 de la tarde. Cuando llegó la hora de la Sonata, había caído la tarde y la galería estaba bañada en tinieblas, pero las autoridades del museo no permitían luz artificial alguna. Inicialmente, parecía que la Sonata tendría que ser descartada, pero Ysaÿe y Bordes-Pène decidieron continuar a pesar de todo. Tuvieron que tocar los últimos tres movimientos de memoria en la virtual oscuridad. Cuando el violinista Armand Parent comentó que Ysaÿe había tocado el primer movimiento más rápido de lo que pretendía el compositor, Franck respondió que Ysaÿe había tomado la decisión correcta y dijo que "a partir de ahora no habrá otra forma de tocarlo". Vincent d'Indy, que estaba presente, registró estos detalles del evento.
Ysaÿe mantuvo la Sonata para violín en su repertorio durante los siguientes 40 años de su vida, con una variedad de pianistas, como Théo Ysaÿe, Ernest Chausson, Ferruccio Busoni, Vincent d'Indy, Raoul Pugno, Camille Decreus, Arthur De Greef, Leopold Godowsky, Yves Nat y muchos otros. Su defensa de la Sonata contribuyó al reconocimiento público de Franck como un compositor importante. Este reconocimiento fue bastante tardío; Franck murió cuatro años después del estreno público de la Sonata y no tuvo su primer éxito público absoluto hasta el último año de su vida (el 19 de abril de 1890, en la Salle Pleyel, donde se estrenó su Cuarteto de cuerda en re ).
La Sonata en la mayor aparece regularmente en programas de conciertos y en grabaciones, y está en el repertorio principal de todos los grandes violinistas. Jascha Heifetz la tocó en su último recital en 1972.
La pieza se destaca además por la dificultad de su parte de piano, en comparación con la mayor parte del repertorio de cámara. Sus problemas técnicos incluyen frecuentes figuras extendidas extremas (el propio compositor poseía manos enormes) y carreras y saltos virtuosos, particularmente en el segundo movimiento (aunque algunos pasajes pueden facilitarse empleando una mano libre para cubrir algunas notas).

## Estructura
La obra es de naturaleza cíclica, todos los movimientos comparten hilos temáticos comunes. Los temas de un movimiento reaparecen en movimientos posteriores, pero generalmente transformados. Franck había adaptado esta técnica de Franz Liszt, su amigo y padre de Cosima von Bülow. Vincent d'Indy describió la Sonata como "el primer y más puro modelo del uso cíclico de temas en forma de sonata", y se refirió a ella como "este verdadero monumento musical".
Los movimientos se alternan entre lento y rápido.
1. Allegretto ben moderato, 9
8
2. Allegro
3. Ben moderato: Recitativo-Fantasia
4. Allegretto poco mosso

### Allegretto ben moderato
Este tema de suave y dulcemente reflexivo, introducido por el violín después de una breve introducción del piano, es el núcleo temático de toda la obra. Franck originalmente pretendía que fuera un movimiento lento, pero Ysaÿe prefirió un tempo un poco más rápido y convenció a Franck para que lo marcara como Allegretto.

### Allegro
Este movimiento turbulento a veces se considera el verdadero movimiento de apertura, con el Allegretto ben moderato sirviendo como una larga introducción.

### Ben moderato: Recitativo-Fantasia
Esto es de naturaleza improvisada y libre tanto en estructura como en expresión.

### Allegretto poco mosso
La melodía principal se escucha en imitación canónica entre los instrumentos, y se repite a modo de rondó hacia una conclusión triunfante y altísima. James Harding describió el movimiento como "un magnífico ejemplo de escritura canónica, simple, majestuosa e irresistible en sus amplias y bellamente trabajadas proporciones".

## Transcripciones
Jean-Pierre Rampal realizó una transcripción para flauta y piano que todavía se interpreta con frecuencia. La Sonata para violín en la mayor también existe en versiones para violonchelo, viola, contrabajo, oboe, clarinete, saxofón alto, tuba, órgano con coro, violín y cuerdas, y violín y orquesta (grabado por Leonid Kogan). Se ha grabado en varias ocasiones una versión para dúo de piano del pianista y compositor Alfred Cortot. Cortot también hizo una versión (para pianistas aún más desafiante) para piano solo, que se ha tocado ocasionalmente.
El arreglo para violonchelo y piano fue la única versión alternativa sancionada por Franck. Este fue creado por el reconocido violonchelista Jules Delsart. Después de un exhaustivo estudio histórico basado en documentos confiables, la transcripción para violonchelo de Delsart (la parte de piano sigue siendo la misma que en la sonata para violín) fue publicada por G. Henle Verlag como una edición Urtext. Basándose en la historia oral (Pablo Casals) y en documentos escritos (carta escrita por Antoine Ysaÿe, hijo de Eugène Ysaÿe), se ha especulado a menudo que la obra fue concebida primero como una sonata para violonchelo y piano, y sólo posteriormente modificada para violín y piano cuando llegó el encargo de Eugène Ysaÿe.

## Grabaciones
La Sonata para violín en la mayor de César Franck ha sido grabada por muchos grandes dúos de violinistas y pianistas. Entre ellos están:
- Joshua Bell con Jean-Yves Thibaudet
- Renaud Capuçon con Lilya Zilberstein
- Kyung-wha Chung con Radu Lupu
- Kaja Danczowska con Krystian Zimerman
- Isabelle Faust con Alexander Melnikov
- Christian Ferrás con Pierre Barbizet
- Zino Francescatti con Robert Casadesus
- Erick Friedman con André Previn
- Ivry Gitlis con Martha Argerich
- Arthur Grumiaux (múltiples grabaciones)
- Jascha Heifetz con Arthur Rubinstein y con Brooks Smith
- Alina Ibragimova con Cédric Tiberghien
- Sergey Khachatryan con Luisine Khachatryan
- Shlomo Mintz con Yefim Bronfman
- Anne-Sophie Mutter con Alexis Weissenberg (1983)[16] y con Lambert Orkis (1996);[17]
- Takako Nishizaki con Jenő Jandó
- David Oistrakh con Lev Oborin, también con Sviatoslav Richter y con Vladimir Yampolsky
- Elmar Oliveira con Jonathan Feldman
- Itzhak Perlman con Martha Argerich y con Vladimir Ashkenazy
- Ossy Renardy con Eugene List
- Vadim Repin con Nikolai Lugansky
- Aaron Rosand con Seymour Lipkin
- Gil Shaham con Gerhard Oppitz
- Isaac Stern con Alexander Zakin
- Josef Suk con Jan Panenka
- Henryk Szeryng con Mindru Katz
- Gerhard Taschner con Walter Gieseking
- Jacques Thibaud con Alfred Cortot

La violista Tabea Zimmermann realizó una grabación arreglada para viola y piano con el pianista Kirill Gerstein.
Entre las grabaciones de la versión para violonchelo y piano se encuentran:
- Jacqueline du Pré con Daniel Barenboim (última grabación de du Pré)
- Ofra Harnoy con Cyprien Katsaris
- Steven Isserlis con Pascal Devoyon
- Yo-Yo Ma y Kathryn Stott
- Mischa Maisky con Martha Argerich
- Leonard Rose con Leonid Hambro

La versión para flauta y piano ha sido grabada por:
- Jean-Pierre Rampal y Pierre Barbizet
- James Galway y Martha Argerich
- Sharon Bezaly y Vladimir Ashkenazy

Algunas transcripciones para oboe y clarinete han sido realizadas y grabadas por David Walter y Michael Collins, respectivamente.
En 2020, se publicó una grabación de una versión para theremin y piano, interpretada por Clara Rockmore y Nadia Reisenberg, como parte del álbum Music and Memories: Clara Rockmore.